# Vrókastro

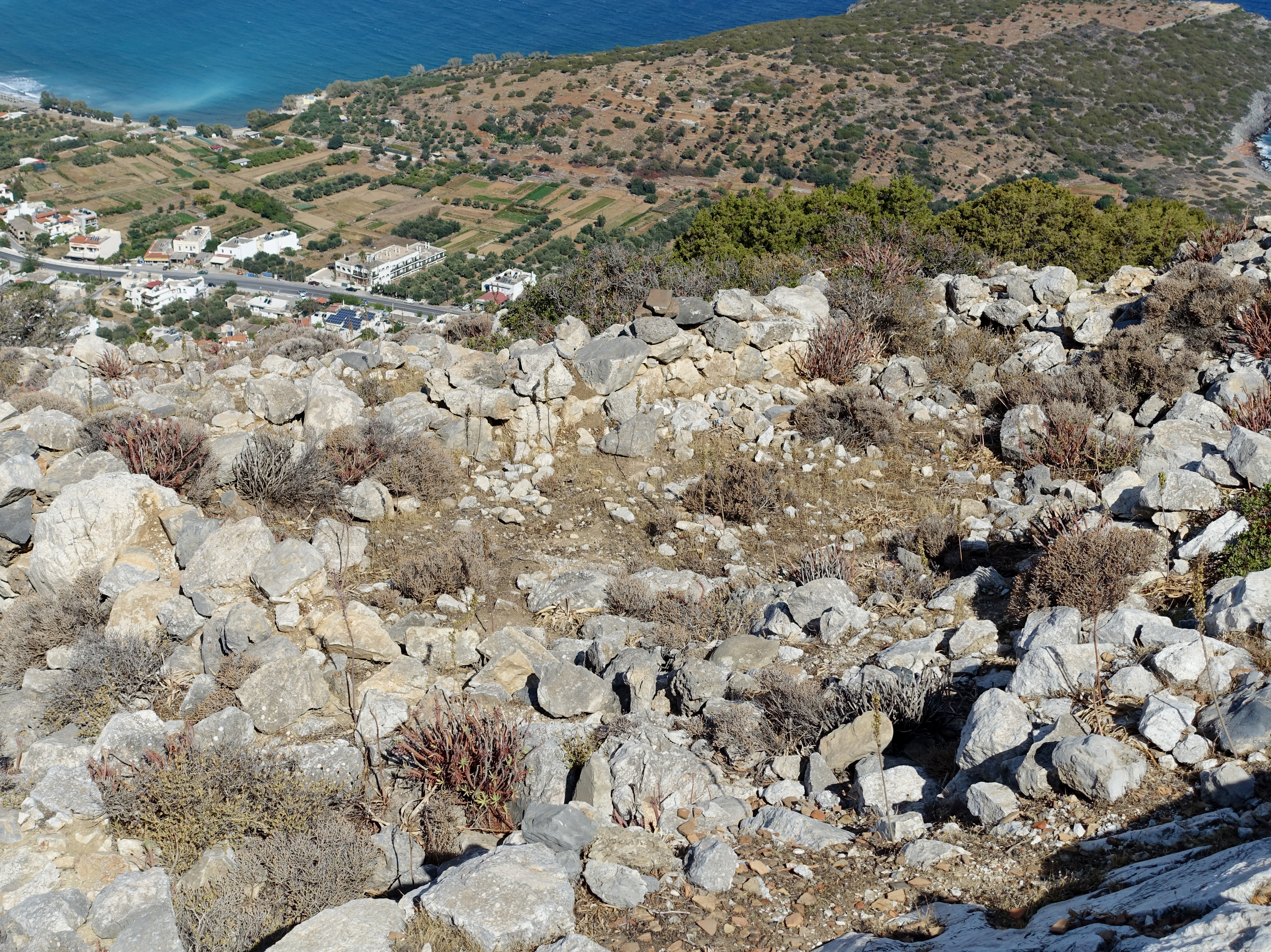
Restos del asentamiento minoico de Vrókastro.

Vrókastro (en griego, Βρόκαστρο) es un yacimiento arqueológico de Grecia ubicado en la isla de Creta, en la unidad periférica de Lasithi y en el municipio de Agios Nikolaos. 
En este yacimiento arqueológico, situado en una colina a unos 300 m de altitud, se ha encontrado un asentamiento minoico que dominaba la costa centro occidental de la bahía de Mirabello. Por su ubicación estratégica, se ha sugerido que originalmente tuvo una función defensiva. 
Tuvo un primer periodo de ocupación en el periodo minoico medio IA-III (aproximadamente entre 2160-1600 a. C.) La ausencia de hallazgos significativos sugiere que el asentamiento de la colina fue abandonado en el minoico tardío I, aunque se han excavado áreas próximas situadas junto a manantiales donde sí se ha encontrado material de este periodo. Posteriormente tuvo otro periodo importante de ocupación desde el final de la Edad del Bronce o principios de la Edad del Hierro hasta el siglo VII a. C. En la Edad del Hierro temprano, en concreto, se ha considerado que el asentamiento de Vrókastro probablemente fue el más importante, tanto en tamaño como en duración de la ocupación, de una serie de asentamientos del mismo periodo que había situados a poca distancia de este. 
Tenía dos barrios principales, uno de ellos en la parte superior y otro inferior. Contaba con un muro defensivo de entre 1 y 1,5 m de grosor. Una de las habitaciones, que estuvo en uso hasta fines del siglo VIII a. C., se considera que tenía una función de santuario. Además del asentamiento también se han excavado cementerios que pertenecen a diversos periodos.
El yacimiento fue excavado por vez primera entre 1910 y 1912 por Edith Hall. Posteriormente, Bárbara Hayden ha dirigido un proyecto para profundizar en la investigación del mismo.